# Сбогіцешть
Сбогіцешть, Сбогіцешті (рум. Sboghițești) — село у повіті Арджеш в Румунії. Входить до складу комуни Нукшоара.
Село розташоване на відстані 142 км на північний захід від Бухареста, 52 км на північ від Пітешть, 136 км на північний схід від Крайови, 72 км на південний захід від Брашова.

## Населення
За даними перепису населення 2002 року у селі проживали 543 особи, усі — румуни. Усі жителі села рідною мовою назвали румунську.